# Burgo
Burgo és un poble del terme municipal de La Guingueta d'Àneu, a la comarca del Pallars Sobirà, dins del territori de l'antic terme d'Unarre.
Està situat a l'esquerra del Riuet de Burgo, a la part més baixa de l'antic terme d'Unarre i una mica més enlairat respecte d'Escalarre, el poble més proper.
Fins al 1847 gaudí d'ajuntament propi, però, en no assolir el mínim de 30 veïns (caps de casa) que marcava la llei, fou agregat a Unarre.
El poble de Burgo té l'església parroquial de Sant Joan. També tenia, tot i que en queden poques restes, la Torre de Burgo.

## Etimologia
Joan Coromines explica el topònim Burgo a partir de l'arrel iberobasca burkhi (bedoll). El bedoll és, efectivament, una espècie vegetal molt abundosa en aquestes valls.

## Geografia

### El poble de Burgo

#### Les cases del poble[2]
| - Casa Cinto - Casa Joan | - Casa Masover - Casa Preso | - Casa Pruan - La Rectoria | - Casa Rosa - Casa Ton |

- Casa Llamota
- Casa Ricard

## Història

### Edat moderna
En el fogatge del 1553, Burgo declara tan sols 2 focs laics i 1 d'eclesiàstic (uns 15 habitants).

### Edat contemporània
Pascual Madoz dedica un article del seu Diccionario geográfico... a Burgo. Hi diu que és una localitat amb ajuntament situada a la Vall d'Àneu, a l'esquerra de la Noguera Pallaresa i en el vessant d'una muntanya elevada. El clima és fred i ben ventilat, i s'hi pateixen pulmonies i reumes. Tenia en aquell moment 7 cases i l'església de Sant Joan Evangelista, servida per un rector natural de la vall, de provisió reial vuit mesos a l'any. Hi havia diverses fonts d'aigua molt forta. Les terres són fluixes, pedregoses i molt muntanyoses, amb muntanyes molt altes a l'est i al sud. S'hi collia blat, sègol, ordi, fenc i patates. S'hi criava tota mena de bestiar, especialment vacum, i hi havia caça de llebres i perdius, i hi havia pesca de truites exquisides. Comptava amb 10 veïns (caps de casa) i 60 ànimes (habitants).